# Ján Chalupka

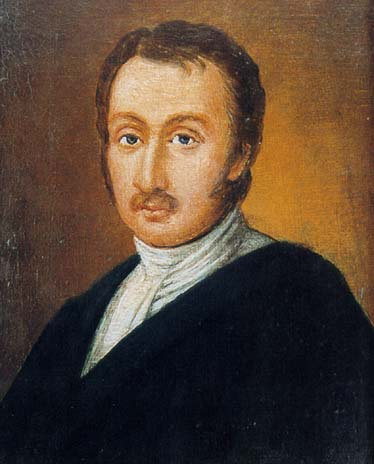
Ján Chalupka

Ján Chalupka (* 28. Oktober 1791 in Horná Mičiná, Königreich Ungarn; † 15. Juli 1871 in Brezno, Österreich-Ungarn, heute Slowakei) war ein slowakischer Schriftsteller, Dramatiker, Publizist und evangelischer Pfarrer.

## Leben
Ján Chalupka wurde in der Familie des evangelischen Pfarrers Adam Chalupka geboren; in diese Familie wurde auch sein Bruder und ebenfalls Schriftsteller Samo Chalupka geboren. Zuerst bekam er Bildung zuhause, dann ging in die Schule in Brezno und Ožďany, dann in die Kollegien in Leutschau, Eperies und Sárospatak, bevor er seine Studien in Wien und Jena abschloss. Er arbeitete als Lehrer in Neusohl, Ožďany und Käsmark, dann von 1824 bis zum Tod als Pfarrer in Brezno.

## Werke

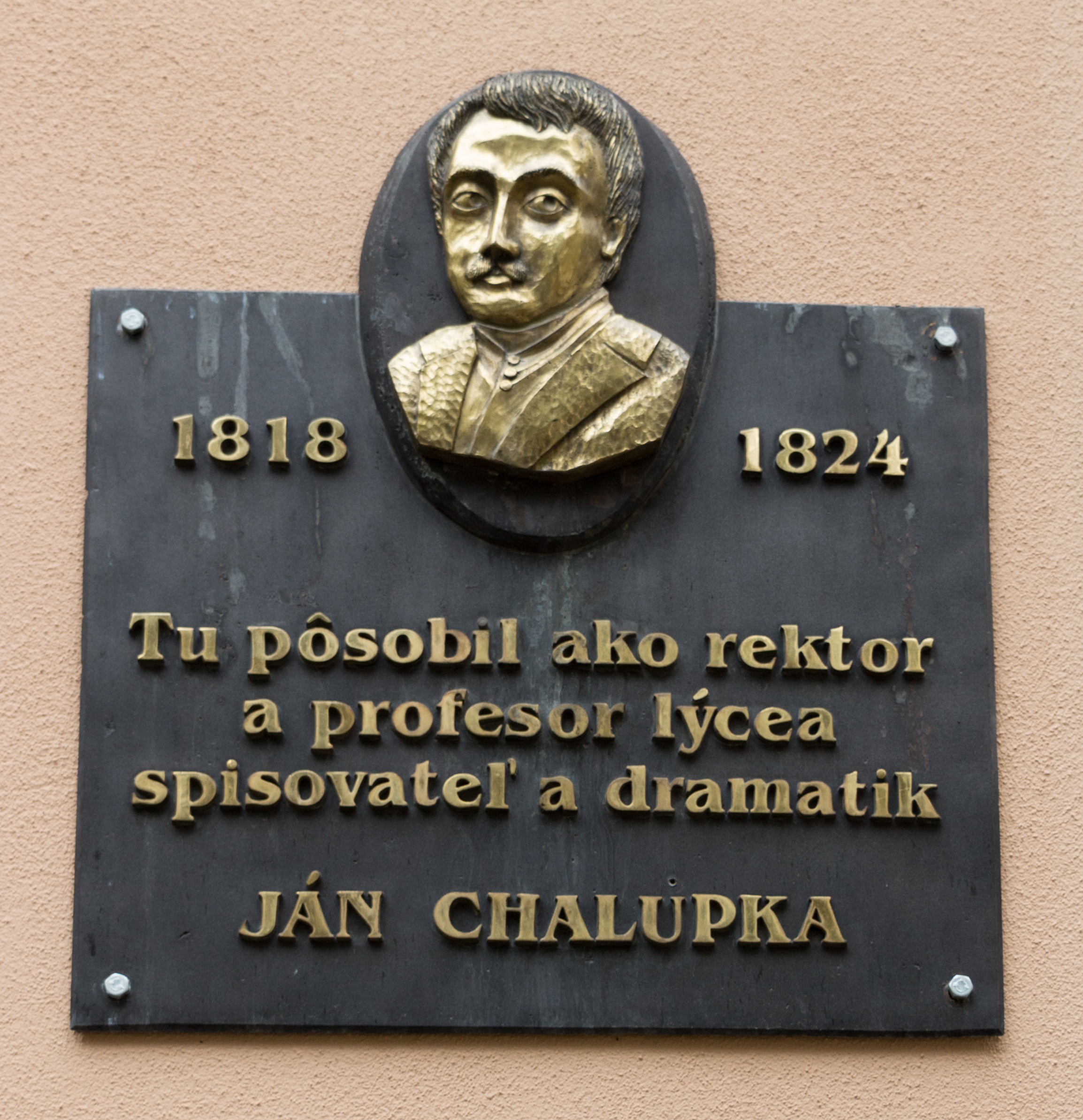

Ján Chalupka ist am meisten bekannt für seinen Beitrag als Gründer des slowakischen Dramas. Er schrieb bis 1848 auf Tschechisch, danach Slowakisch und übersetzte auch auf Tschechisch geschriebene Werke ins Slowakische. Vereinzelt schrieb er auch auf Deutsch und Ungarisch. In seinen Werken werden Lokalpatriotismus bzw. Kleinbürgertum, Magyarisierungversuche, Kriecherei, Konservativismus und bürgerliche Feigheit kritisiert und verspottet. Er benutzt das Phänomen „Kocúrkovo“, das slowakische Äquivalent der deutschen Stadt Schilda oder englischen Gotham. Bis heute wird das Wort Kocúrkovo im Slowakischen verwendet, um Unterentwicklung, verwirrende Verhältnisse, Chaos und ähnliches auszudrücken.

### Drama
- Kocúrkovo (Komödie-Zyklus, tschechisch: Kocourkovo):
  - 1830 – Kocourkovo, aneb: Jen abychom v hanbě nezůstali, bzw. slowakisch: Kocúrkovo, alebo: Len aby sme v hanbe nezostali (übersetzt: Kocourkovo oder: Nur damit wir nicht in der Schande bleiben).
  - 1832 – Všecko naopak, aneb: Tesnošilova Anička sa žení a Honzík se vydáva
  - 1833 – Trasořitka, anebo: Stará láska se předce dočekala
  - 1835 – Třináctá hodina, aneb: Však se nahledíme, kdo bude hlásníkem v Kocourkově
  - 1837 – Starouš plesnivec anebo Čtyry svadby na jednom pohřebe v Kocourkově slowakisch: Starúš pliesnivec alebo: Štyri svadby na jednom pohrabe v Kocúrkove (übersetzt: Der Schimmelgreiß oder: Vier Hochzeiten und ein Begräbnis im Kocourkov).
- 1835 – A vén szerelmes, vagy a Tozházi négy völegény
- 1854 – Dobrovoľníci
- 1862 – Huk a Fuk anebo: Prvý apríl
- 1862 – Černokňažník
- 1873 – Juvelír

### Prosa
- 1836 – Kocourkovo (eine prosaische Version)
- 1841 – Bendeguz, Gyula Kolompos a Pišta Kurtaforint. Roman, ungarisch geschrieben, deutsch veröffentlicht: Bendeguz, Gyula Kolompos und Pista Kurtaforint. Eine Donquixottiade nach der neuesten Mode von P. P., Satire.

### Andere
- 1838 – Durch welche Mittel lässt sich die Verbreitung der magyarischen Sprache unter den Einwohnern Ungarns am sichersten erzielen?, politische Schrift
- 1841 – Ungarische Wirren und Zerwürfnisse, politische Schrift
- 1841 – Schreiben des Grafen Carl Zay, General-Inspectors der Evangelischen Kirchen und Schulen Augsburgischen Confession in Ungarn an die Professoren zu Leutschau, Broschüre
- 1842 – Zpěvník evanjelický aneb Písně duchovní staré i nové, Gesangbuch
- 1846 / 1847 – Kázně nedělní a svátečné, Predigte
- 1858 – Geschichte der Generalsynoden beider evangelischen Konfessionen der Ungarn vom Jahre 1791, historische Studie
- 1874 – Hrdá pýcha skrotla